# Edam (Paesi Bassi)

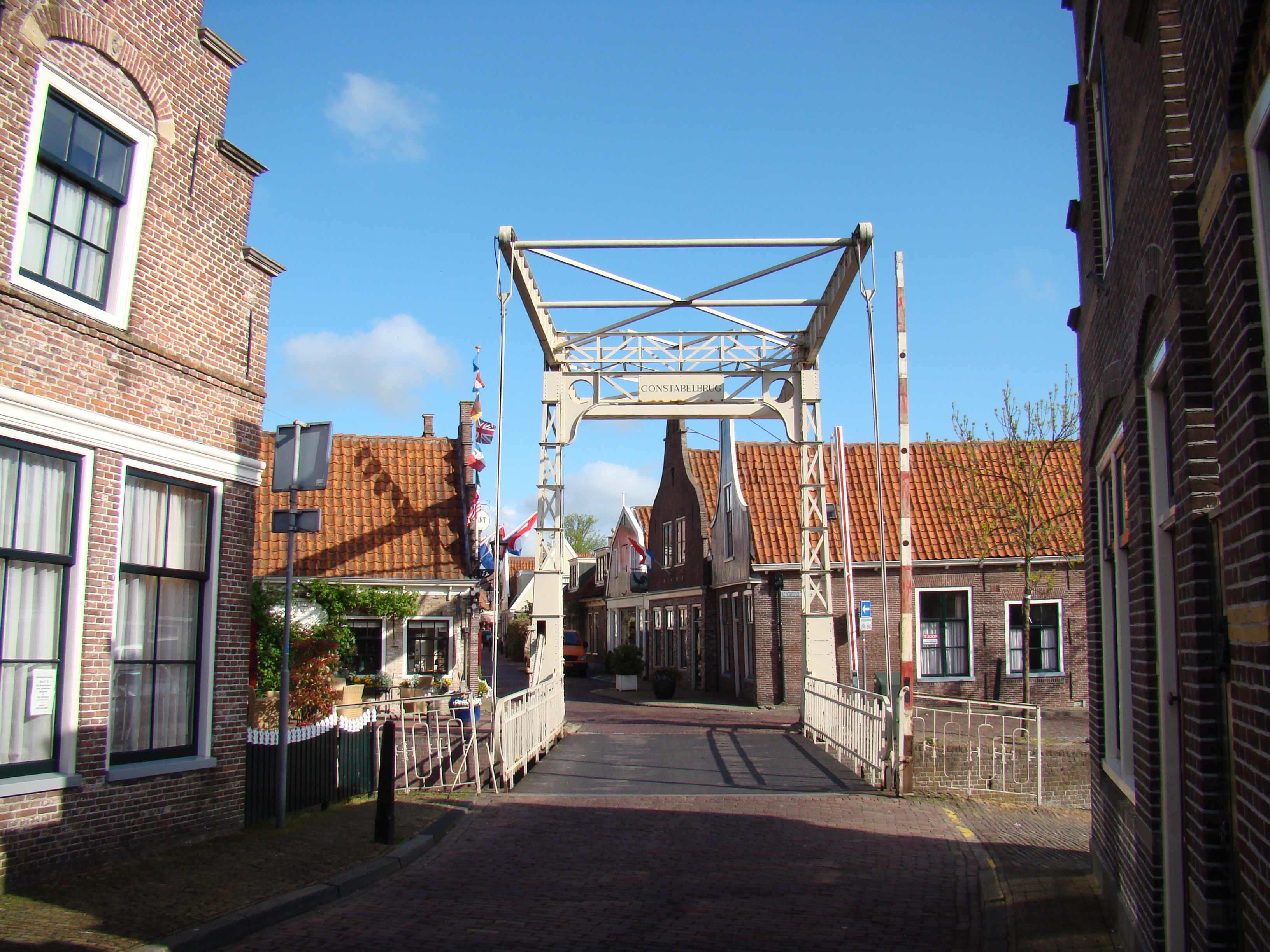
Caratteristico scorcio di Edam, con ponte levatoio ed edifici classificati come rijksmonumenten che si affacciano sui canali

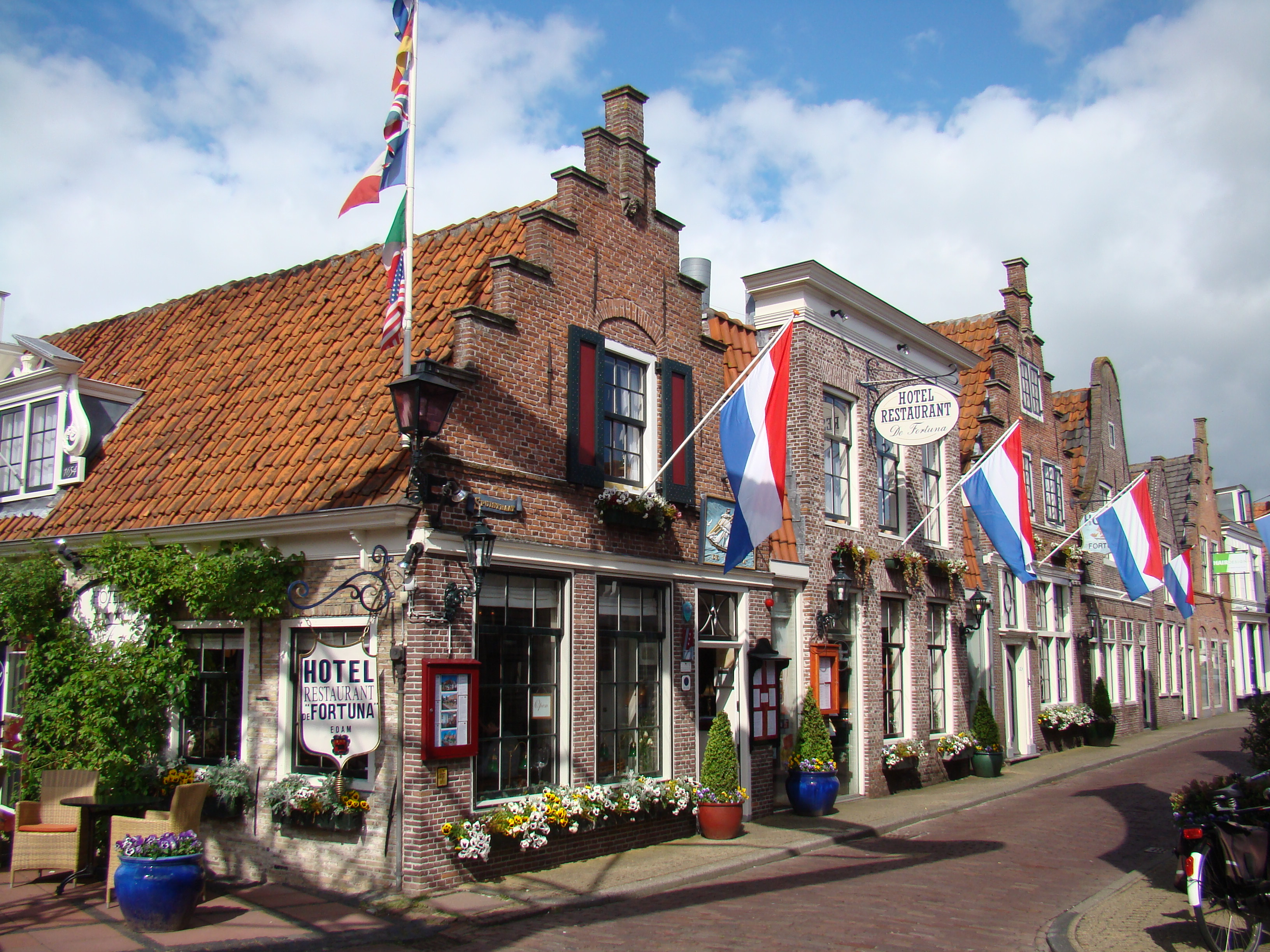
Edifici caratteristici di Edam

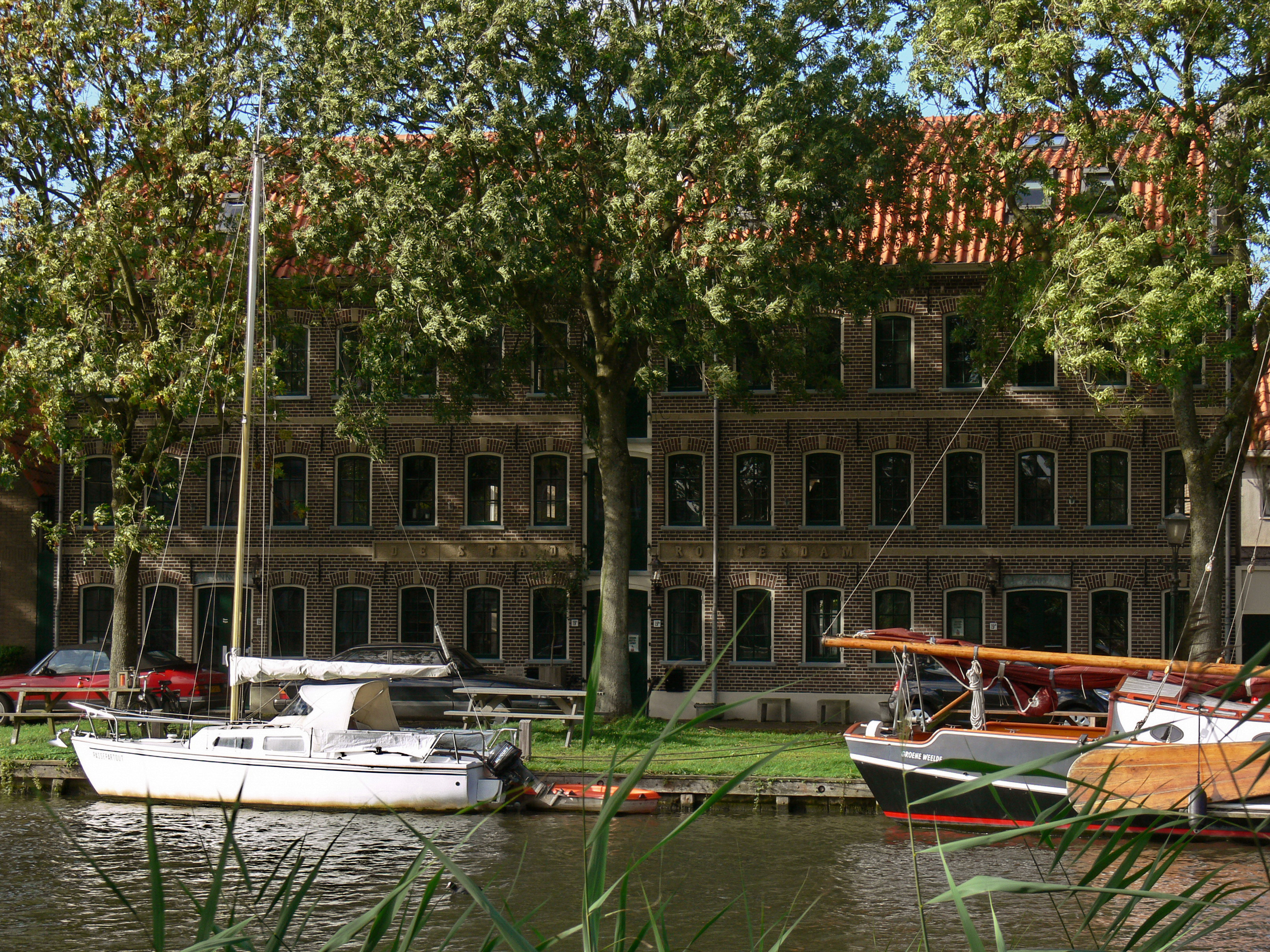
Nieuwehaven

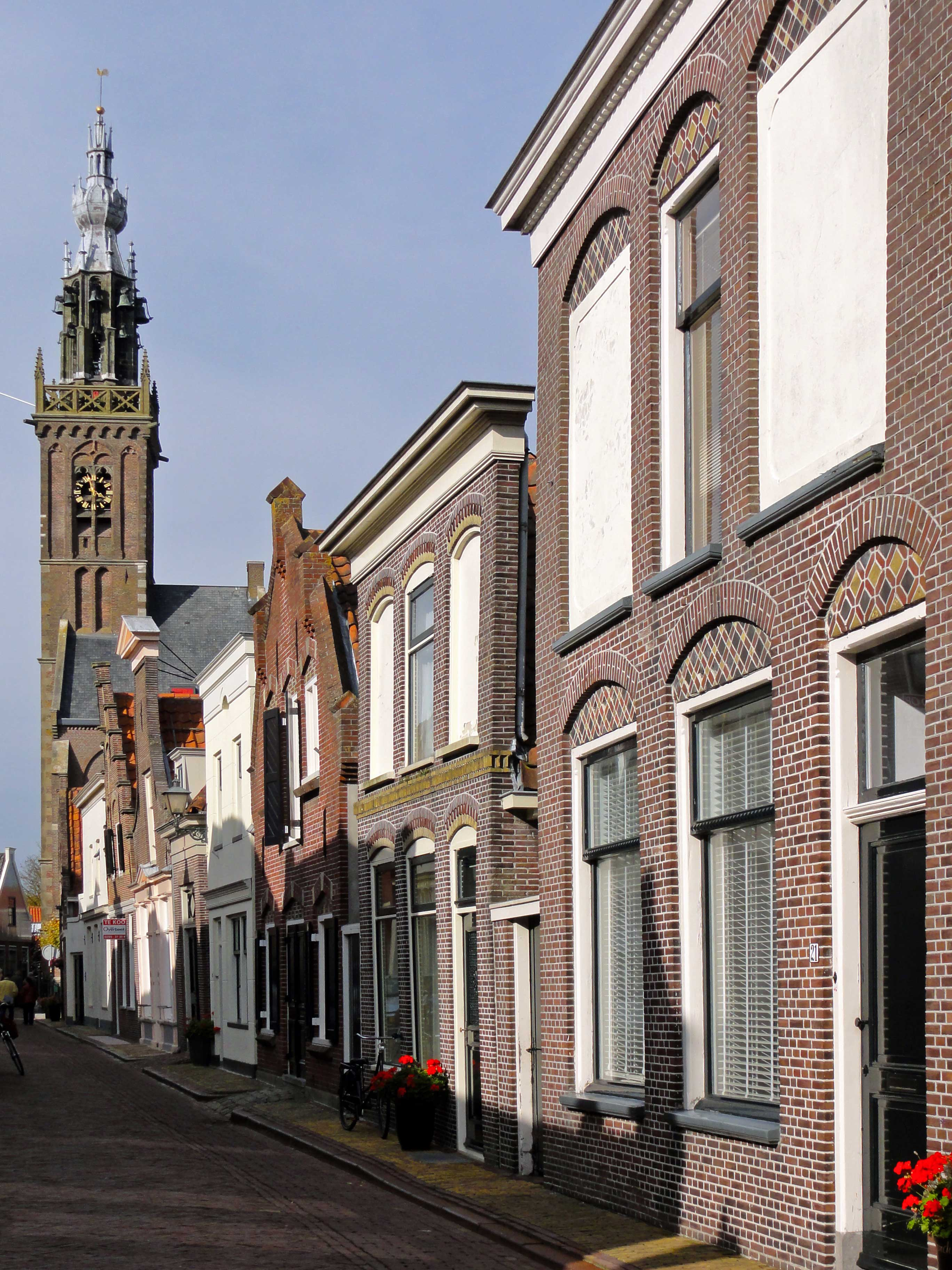
La Speeltoren della Kleine Kerk

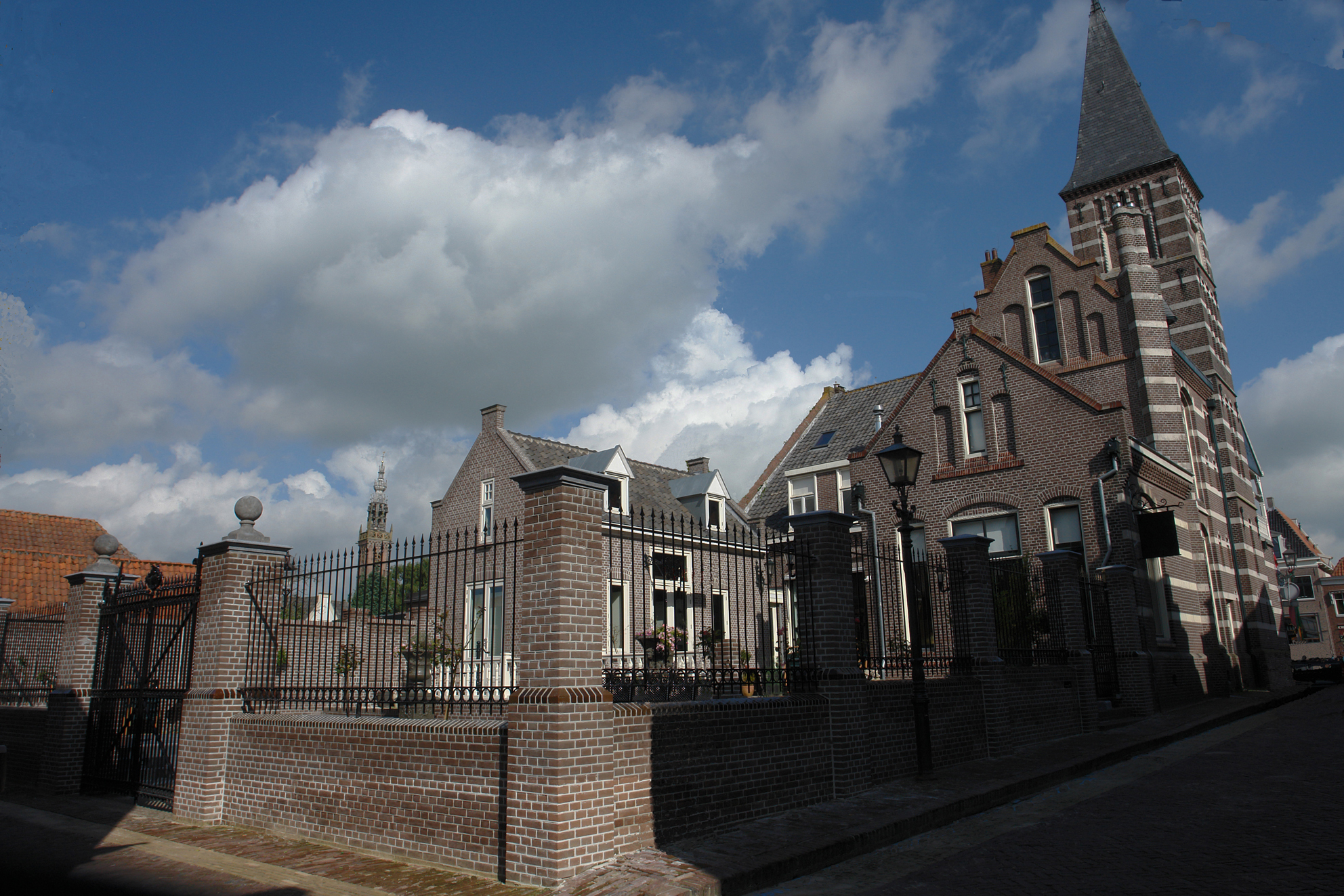
L'ex-ufficio postale di Edam

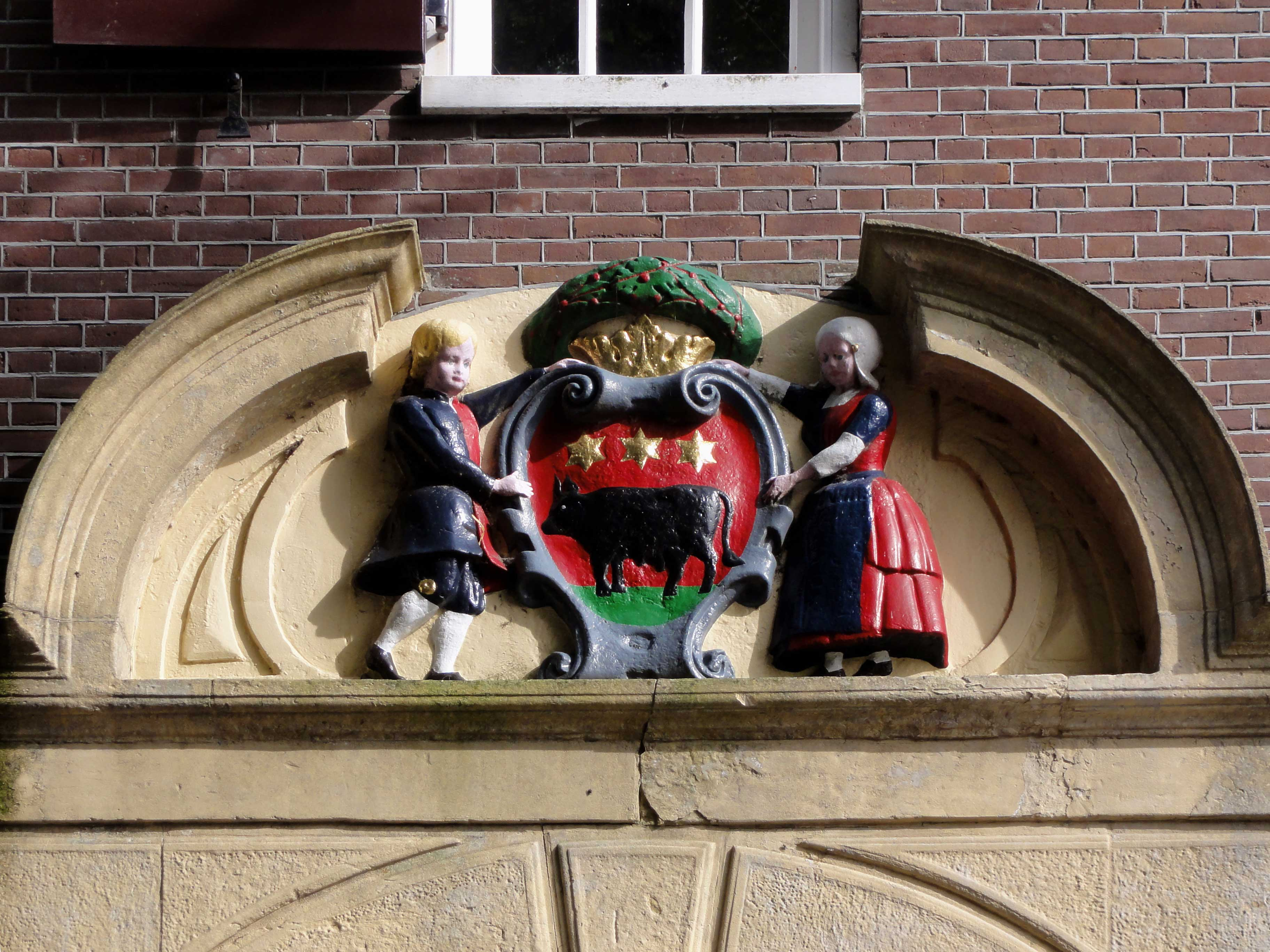
Una formella in un edificio della Nieuwenhuizenplein

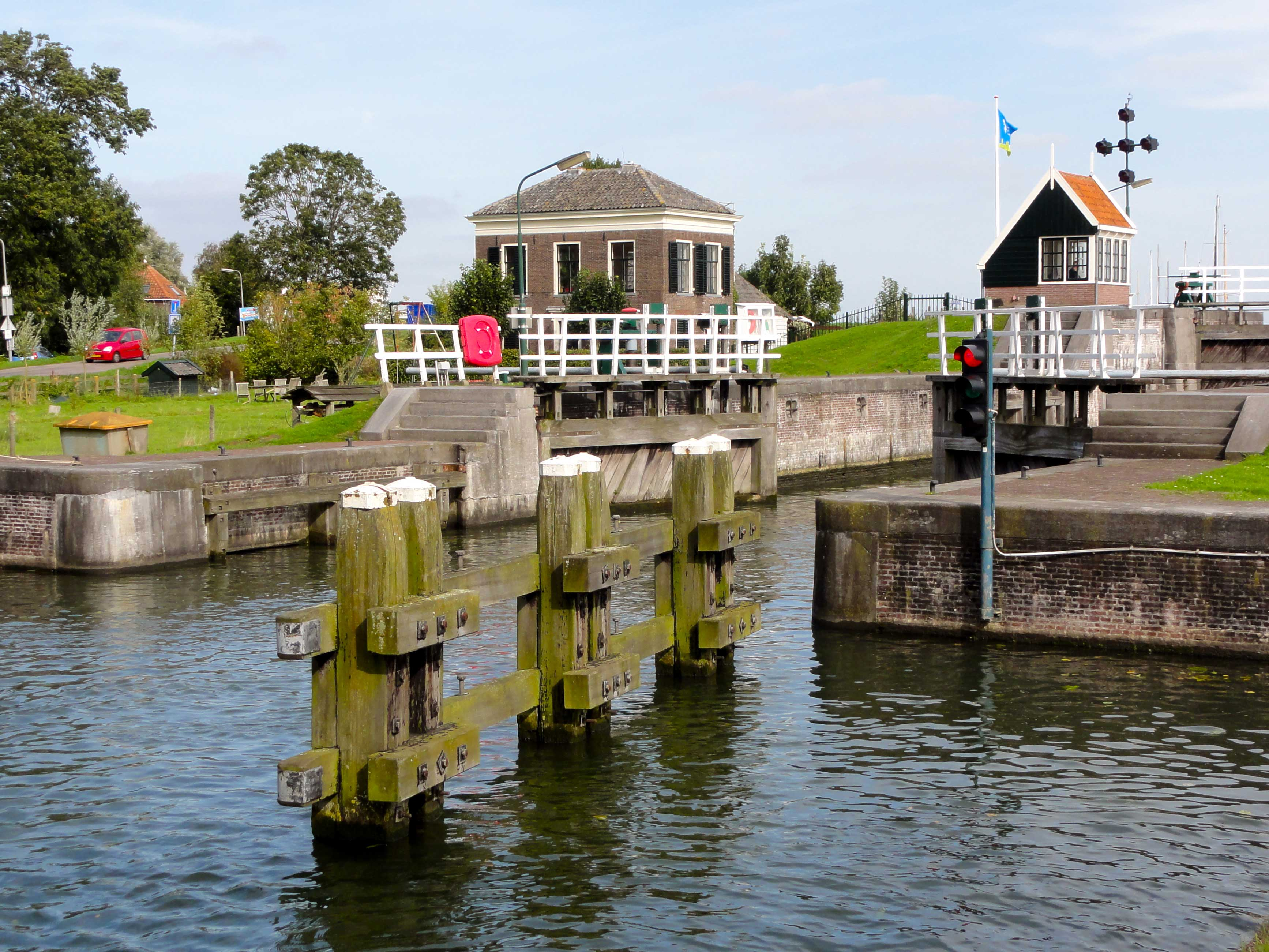
Una chiusa a Edam

Edam è una cittadina di circa 7.000 abitanti della costa sud-orientale dell'Olanda Settentrionale (Paesi Bassi), situata nella regione del Waterland ed affacciata sul Markermeer ("Lago di Marken"), il tratto meridionale dell'IJsselmeer (ex-Zuiderzee, Mare del Nord). Dal punto di vista amministrativo, si tratta di un ex-comune, facente ora parte, insieme al villaggio di Volendam, della municipalità di Edam-Volendam.
La località, un tempo porto di pescatori per la caccia alle balene, è nota a livello mondiale per l'omonimo formaggio.

## Etimologia
Il toponimo Edam, chiamato in origine Yedam, significa letteralmente "diga (dam) sull'E o Ye".

## Geografia fisica

### Collocazione
Edam si trova a circa 3 km a nord di Volendam e a circa 7 km a nord di Monnickendam, nonché a circa 25 km a sud di Hoorn e a circa 22 km a nord-nord-est di Amsterdam.

## Storia
Il villaggio di Edam fu fondato alla fine del XII secolo e sorse sulla diga di Ee, che collegava il fiume Purmere con lo Zuiderzee.
La località divenne un importante centro commerciale a partire dal 1230, quando si iniziò lo sbarramento dei fiumi che sfociavano nello Zuiderzee. In seguito divenne anche sede doganale.
Nel 1357, fu concesso ad Edam dal conte Guglielmo V d'Orange lo status di città.
Nel 1573, Guglielmo d'Orange concedette ad Edam di avere una pesa pubblica, per i meriti dei suoi cittadini durante l'assedio di Alkmaar.
La città fu devastata da incendi nel 1587 e nel 1602.
A partire dal XVI secolo e soprattutto dal XVII secolo (e fino al XVII secolo, la località visse il suo periodo di massimo splendore, grazie soprattutto ai cantieri navali, alla pesca delle aringhe e all'industria casearia. Edam fu, in particolare, un importante porto di collegamento per i commerci con le Indie Orientali.
|  |

Nel 1641, si stabilì ad Edam una comunità ebraica, che vi rimase però per breve tempo. Una nuova comunità di Ebrei si stabilì poi nella cittadina a partire dal 1722.

## Economia
Le principali attività economiche di Edam sono ora l'industria, la pesca, l'agricoltura e l'allevamento.

### Il formaggio Edam
Il formaggio Edam o Edam(m)e si produce sin dal XVI secolo.  Si caratterizza per il rivestimento in cera (gialla per i Paesi Bassi e rossa per l'estero, usata per distinguerlo dal gouda).
|  |

## Architettura
Il villaggio di Edam si caratterizza per i numerosi canali attraversati da ponti levatoi in legno e su cui si affacciano edifici con frontone risalenti al Secolo d'Oro.

### Edifici e luoghi d'interesse

#### Damplein
La piazza principale è la Damplein: su di essa si affacciano i principali edifici quali il municipio, la pesa pubblica, ecc.

##### Municipio
Il Municipio di Edam fu costruito nel 1737.
Al suo interno si trova una sala consiliare in stile rococò.

##### Waag
La Waag ("pesa pubblica") risale al 1592.
Gli interni ospitano una mostra permanente sul formaggio.

##### Edams Museum
Nella Damplein si trova anche l'Edams Museum ("Museo di Edam"), un museo ospitato nella casa più antica della città, un edificio tardogotico del 1540 che espone documenti di storia locale, porcellane, stampe, incisioni e altri oggetti antichi.

#### Grote of Sint-Nicolaaskerk
Nella Grotekerkstraat si trova la Grote of Sint-Nicolaaskerk ("Chiesa Grande o Chiesa di San Nicola"), in stile tardo-gotico, che risale al XVI secolo.
Presenta un carillon del XVI secolo e vetrate istoriate realizzate tra il 1606 e il 1624.

#### Speeltoren
La Speeltoren è una torre campanaria ed è tutto ciò che rimane di una chiesa tardogotica del XV secolo, la Chiesa di Nostra Signora o Kleine Kerk, demolita nel 1883.

#### Porto
Il porto di Edam fu realizzato nel XVII secolo.

## Feste ed eventi

### Ilkaasmarkt
Durante i mesi di luglio e agosto si tiene ogni mercoledì mattina in Damplein il kaasmarkt ("mercato del formaggio").
Fino agli anni venti del XX secolo, in questo mercatino venivano vendute mediamente 250.000 forme di formaggio l'anno.
|  |